# سرژ بوئاور
سرژ بوئاور (فرانسوی: Serge Boisvert‎؛ زادهٔ ۱ ژوئن ۱۹۵۹) بازیکن هاکی روی یخ اهل کانادا بود.
وی همچنین برندهٔ جوایزی همچون جام استنلی شده‌است.
از باشگاه‌هایی که در آن بازی کرده‌است می‌توان به مونترآل کانادینز اشاره کرد.